# Nennkaliber
Als Nennkaliber wird die Bezeichnung einer bestimmten Munitionssorte anhand des ungefähren Geschossdurchmessers bezeichnet. Diese umgangssprachliche Bezeichnung muss nicht in jedem Fall exakt dem tatsächlichen Geschossdurchmesser entsprechen. Das Revolverkaliber .38 Special entspricht in seinen Abmessungen dem Kaliber .357 Magnum und 38er Patronen können aus einem 357er Revolver verschossen werden, obwohl das Nennkaliber sich deutlich unterscheidet. Die Bezeichnung 38er, welche auf einen Geschossdurchmesser von 0,38 Zoll hinweist, entspräche 9,652 mm. Das Kaliber .357 Magnum  entspräche nach dieser Logik  9,0678 mm. Defacto liegen die Geschossdurchmesser beider Kaliber jedoch zwischen 9,0 und 9,09 mm. Abgesehen davon, dass das Kaliber .357 Magnum viel stärker geladen ist und deshalb seinerseits nicht aus Revolvern des Kalibers .38 Special verschossen werden darf, sind die Geschossdurchmesser identisch, obwohl sie mit einem ganz unterschiedlichen Nennkalber bezeichnet werden.
Davon abweichend git es aber auch Munitionsarten die nicht nach dem Geschossdurchmesser benannt werden. So ist es bei Flintenmunition und bei historischen Kanonen so, dass das Kaliber nach dem Geschossgewicht oder nach einem Bruchteil einer zur Kugel geformten Menge eines Pfundes Blei benannt werden. Bei einer Schrotpatrone mit dem Nennkaliber 12 entspricht der Bohrungsdurchmesser des Laufes der Größe einer Bleikugel aus 1/12 englischen Pfund (453,6 g) Blei. Wenn man bei einer historischen Kanone von einem 12 Pfünder spricht, dann ist der Bohrungsdurchmesser des Geschützlaufes geringfügig größer als der Durchmesser einer gusseisenern Kugel mit einem Gewicht von 12 Pfund.